# Wolves at the Door
Wolves at the Door is een Amerikaanse horrorfilm uit 2016, geregisseerd door John R. Leonetti en geschreven door Gary Dauberman. De film is losjes gebaseerd op de moord op Sharon Tate, de vrouw van Roman Polański, en haar vrienden in 1969 door leden van de Manson Family, en speelt zich af in The Conjuring Universe, hoewel het niet als een deel van de franchise wordt beschouwd.

## Verhaal
Vier vrienden ontmoeten elkaar op een zomeravond in 1969, in een prachtig en elegant huis in de heuvels van Los Angeles. Hun feest wordt verstoord door de inbraak van slecht bedoelende insluipers in hun huis. De nacht van deze vier onschuldige mensen verandert al snel in een echte nachtmerrie.

## Rolverdeling
| Acteur               | Personage           |
| -------------------- | ------------------- |
| Katie Cassidy        | Sharon Tate         |
| Elizabeth Henstridge | Abigail Folger      |
| Adam Campbell        | Wojciech Frykowski  |
| Miles Fisher         | Jay Sebring         |
| Spencer Daniels      | William Garretson   |
| Lucas Adams          | Steven Parent       |
| Chris Mulkey         | John                |
| Jane Kaczmarek       | Mary                |
| Eric Ladin           | rechercheur Clarkin |
| Arlen Escarpeta      | officier            |

## Productie
Op 8 mei 2015 werd aangekondigd dat John R. Leonetti zou regisseren. Het script werd beschreven als "losjes" geïnspireerd door de moorden op de Manson Family in augustus 1969.
De opnames vonden plaats van half mei tot eind juni 2015 in Los Angeles.

## Ontvangst
Op Rotten Tomatoes heeft Wolves at the Door een waarde van 0% en een gemiddelde score van 3,30/10, gebaseerd op 7 recensies.